# Кессіді Гатчінсон
Кессіді Жаклін Гатчінсон (нар. 1996) — колишній помічник Білого дому та помічниця колишнього керівника апарату Марка Медовза .
Гатчінсон стала цінним свідком спеціального комітету Палати представників Сполучених Штатів щодо нападу 6 січня і дала свідчення 28 червня 2022 року на публічних слуханнях Комітету . Гатчінсон засвідчила, що Трамп і Медовз знали, що деякі прибічники на мітингу Трампа 6 січня 2021 року мали зброю, в тому числі вогнепальну, яка не дозволила їм увійти на мітинг, але Трамп наказав їх допустити. Вона засвідчила, що їй сказали, що після виступу Трампа на мітингу він фізично боровся з агентом Секретної служби в президентському лімузині, намагаючись змусити агента відвезти його до Капітолія, а не назад до Білого дому. Вона розповіла, що за кілька днів до нападу на Капітолій вона чула розмови в Білому домі серед найближчого оточення Трампа, де обговорювали причетність двох ультраправих груп, які підтримали позицію президента США: Гордих хлопців і Присяги, лідерів яким пізніше було пред'явлено звинувачення у причетності до нападу. Гатчінсон також заявила, що і особистий адвокат Трампа Руді Джуліані, і Марк Медовз подали прохання про федеральне помилування президента США.

## Ранній життєпис та навчання
Кессіді Гатчінсон уродженка Пеннінгтона в штаті Нью-Джерсі. Вона закінчила Центральну середню школу Хоупвелл-Веллі в 2015 році. Вона була членом жіночої команди з легкої атлетики, працювала в Консультативному комітеті міста Хоупвелл та була нагороджена нагородою мера міста Хоупвелл за видатний громадський внесок за її «виключні зусилля» в комітеті. Гатчінсон навчалася в Університеті Крістофера Ньюпорта і закінчила його у 2019 році зі ступенем бакалавра мистецтв з політичних наук . Гатчінсон описує себе як студентку коледжу в першому поколінні.

## Кар'єра
Влітку 2018 року Гатчінсон почала працювати стажером в Управлінні законодавчих справ Білого дому. У березні 2019 року вона стала спеціальним помічником президента, призначеним Медовзом, до кінця президентства Трампа. Ідентифікована як «законодавчий помічник Білого дому», Гатчінсон потрапила на фотографію AP, на якій вона танцює під пісню YMCA разом із прес-секретарем Білого дому Кейлі МакЕнані наприкінці передвиборного мітингу Трампа 21 вересня 2020 року в Свонтоні в Огайо . Раніше вона стажувалась у сенатора-республіканця Теда Круза, а також у республіканця-члена Палати представників США Стіва Скаліса .

## Свідчення комітету 6 січня
Кессіді Гатчінсон надала свідчення комітету за закритими дверима до свідчення в прямому ефірі 28 червня 2022 року.

### Свідчення подій, що призвели до 6 січня
Під час свідчення під присягою 28 червня Гатчінсон засвідчила, що під час планування мітингу Трампа 6 січня 2021 року, коли був присутній особистий адвокат Трампа Руді Джуліані, вона чула згадку про двох ультраправих груп Oath Keepers та Гордих хлопців . Декільком лідерам обох груп згодом було пред'явлено звинувачення за участь у крамольній змові та їх участь у штурмі Капітолія 6 січня . Гатчінсон засвідчила, що Медовз та Джуліані подали прохання про федеральне помилування президента США.
У своїх свідченнях Гатчінсон також розповіла, що Дональд Трамп кинув свою обідню тарілку об стіну в їдальні Білого дому 1 грудня 2020 року, коли дізнався, що генеральний прокурор Вільям Барр зробив публічну заяву про те, що не виявив жодних доказів фальсифікації виборів. Стіна була забризкана кетчупом. В інших випадках він знімав скатертину з-під усього, що було на столі.

### Свідчення про події 6 січня 2021 року
Кессіді Гатчінсон засвідчила, що Трампу і Медовзу повідомили, що деякі люди взяли із собою зброю, включаючи вогнепальну, і тому не можуть пройти магнітометри, щоб увійти на мітинг; Трамп наполягав, що йому байдуже, чи є у його прихильників зброя, і наказав прибрати магнітометри, сказавши: «Вони тут не для того, щоб завдати мені болю» . Комітет відтворював радіоперемовини поліцейських, які попереджали про людей зі зброєю, зокрема AR-15 .
Гатчінсон засвідчила, що тодішній заступник глави апарату Білого дому Тоні Орнато сказав їй, що після того, як Трамп сів у президентський лімузин після мітингу, сподіваючись доїхати до Капітолія, коли його прихильники зібралися там, його головний агент Секретної служби Роберт Енгель наказав йому не виходити, адже, це було б занадто небезпечно і повідомили йому, що вони повертаються до Білого дому. За словами Гатчінсон, Трамп розлютився і спробував схопити кермо транспортного засобу та шарпнув за ключиці Енгеля. Однак двоє агентів Секретної служби, у тому числі той, на якого посилається Гатчінсон у своїх свідченнях, готові свідчити перед Конгресом, що Трамп не кидався на кермо і не нападав на них, намагаючись потрапити до Капітолія США.
Коли повстання розгорталося, Гатчінсон згадала, як радник Білого дому Пет Сіполлоне передав Медовзу слова на кшталт: «Марк, нам потрібно зробити щось більше, вони буквально закликають повісити віце-президента», на що Медовз відповів: — Ти чув, Пат, він думає, що Майк цього заслуговує, він не думає, що вони роблять щось не так.